# اوکسانا ساپریکینا
اوکسانا ساپریکینا (انگلیسی: Oksana Saprykina؛ زادهٔ ۱۸ ژانویهٔ ۱۹۷۹) دوچرخه‌سوار اهل اوکراین است. وی همچنین از دوچرخه‌سواران بازی‌های المپیک تابستانی ۲۰۰۰ بوده‌است.